# Aenictus aratus
Aenictus aratus é uma espécie de formiga do gênero Aenictus.